# Timorglasögonfågel
Timorglasögonfågel (Heleia muelleri) är en fågel i familjen glasögonfåglar inom ordningen tättingar.

## Utseende och läte
Timorglasögonfågeln är en rätt distinkt liten grön tättingar. Den känns igen på gult ansikte, ett tydligt svart ögonstreck, svarta fjäll på hjässan och streckad ljusgul undersida. Ungfågeln är mer enfärgad, med endast lite eller ingen streckning alls på hjässa och undersida. Lätet är ett genomträngande grälande "wikikikikikikiki". Även ett svagt "seer" kan höras.

## Utbredning och systematik
Fågeln förekommer i låglänta områden på västra Timor (östra Små Sundaöarna). Den behandlas som monotypisk, det vill säga att den inte delas in i några underarter.

## Levnadssätt
Timorglasögonfågeln hittas i skogar i låglänta områden och förberg. Den ses i par eller smågrupper, ofta i trädkronorna eller strax därunder.

## Status
Timorglasögonfågeln är fåtalig och lokalt förekommande inom sitt begränsade utbredningsområde. Det lilla beståndet tros också minska i antal, dock inte tillräckligt kraftigt för att den ska betraktas som hotad. Internationella naturvårdsunionen IUCN listar arten som livskraftig (LC).

## Namn
Fågelns vetenskapliga artnamn hedrar Salomon Müller (1804–1864), tysk upptäcktsresande och ornitolog.